# The Rolling Stones' diskografi
Det engelske rockband The Rolling Stones har udgivet 30 studiealbums, 33 livealbums, 29 opsamlingsalbum, tre EP'er og 121 singler. Deres tidlige albums blev udgivet fra 1963 til 1967 på Decca Records i Storbritannien og på datterselskabet London Records i USA.

## Studiealbums

### England (1964 – 1967)
- The Rolling Stones (album) (1964)
- The Rolling Stones No. 2 (1964)
- Out Of Our Heads (1965)
- Aftermath (1966)
- Between The Buttons (1967)

### Amerika (1964 – 1967)
- England's Newest Hit Makers (1964)
- 12 X 5 (1964)
- The Rolling Stones, Now! (1965)
- Out Of Our Heads (1965)
- December's Children (And Everybody's) (1965)
- Aftermath (1966)
- Between The Buttons (1967)
- Flowers (1967)

### Internationalt (1967 – )
- Their Satanic Majesties Request (1967)
- Beggars Banquet (1968)
- Let It Bleed (1969)
- Sticky Fingers (1971)
- Exile on Main St. (1972)
- Goats Head Soup (1973)
- It's Only Rock 'n' Roll (1974)
- Black and Blue (1976)
- Some Girls (1978)
- Emotional Rescue (1980)
- Tattoo You (1981)
- Undercover (1983)
- Dirty Work (1986)
- Steel Wheels (1989)
- Voodoo Lounge (1994)
- Bridges to Babylon (1997)
- A Bigger Bang (2005)
- Blue & Lonesome (2016)

## Opsamlingsalbums

### England
- Big Hits (High Tide and Green Grass) (1966)

### Amerika
- Big Hits (High Tide and Green Grass) (1966)

### Internationalt (1967 – )
- Through the Past, Darkly (Big Hits Vol. 2) (1969)
- Hot Rocks 1964-1971 (1971)
- Stone Age (1971)
- Milestones (1972)
- Gimmie Shelter (1972)
- Rock 'N Rolling Stones (1972)
- More Hot Rocks (Big Hits & Fazed Cookies) (1972)
- No Stone Unturned (1973)
- Metamorphosis (1975)
- Made in the Shade (1975)
- Sucking in the Seventies (1981)
- Rewind (1971-1984) (1984)
- Singles Collection: The London Years (1989)
- Jump Back: The Best of The Rolling Stones (1993)
- The Rolling Stones Rock and Roll Circus (1996)
- Forty Licks (2002)
- Singles 1963-1965 (2004)
- Singles 1965-1967 (2004)
- Singles 1968-1971 (2005)
- Rarities 1971-2003 (2005)

## Koncertalbums

### Amerika (1966)
- Got Live if You Want It! (1966)

### Internationalt (1970 – )
- Get Yer Ya-Ya's Out! The Rolling Stones in Concert (1970)
- Love You Live (1977)
- Still Life (American Concert 1981) (1982)
- Flashpoint (1991)
- Stripped (1995)
- No Security (1998)
- Rock and Roll Circus (1996)
- Live Licks (2004)

## Ep'er

### England (1964-1965)
- The Rolling Stones (1964)
- Five By Five (1964)
- Got LIVE if you want it! (1965)